# Silesia Rebels
Stade
Champion 2009

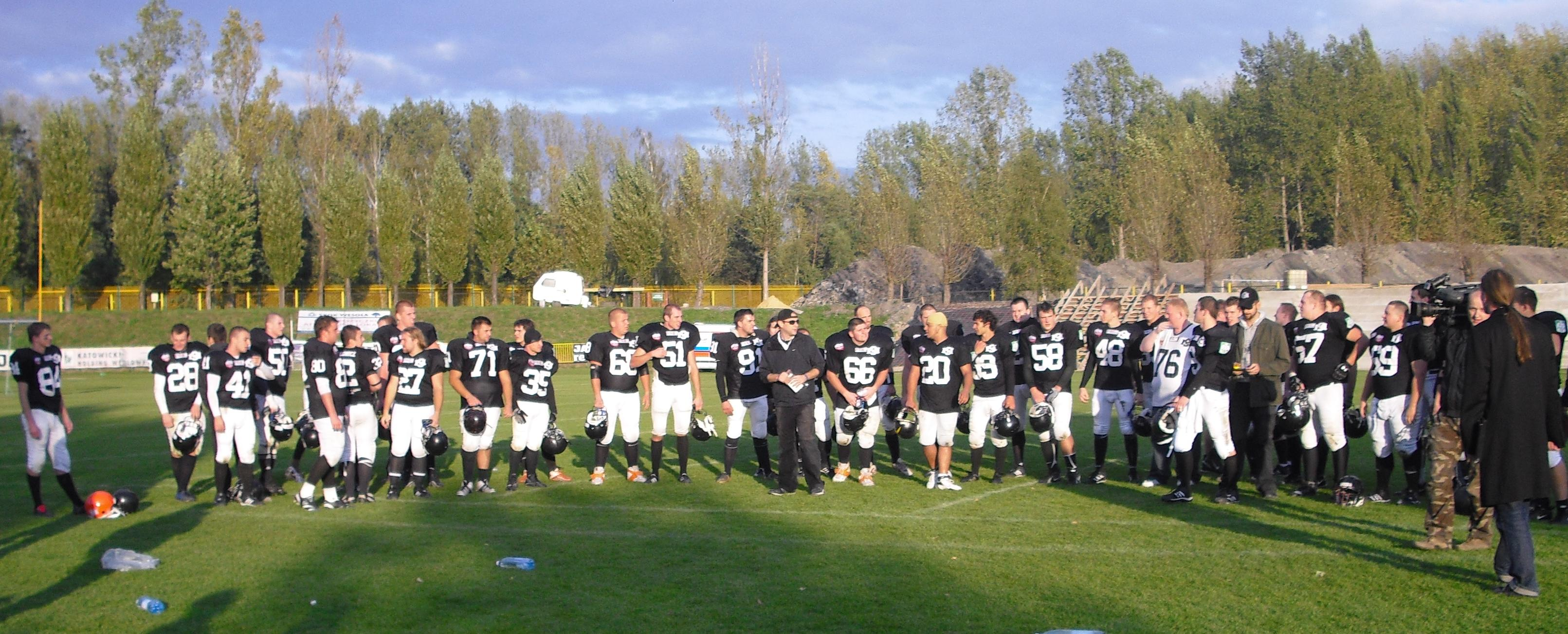
Miners de Silésie

Les Rebels de la Silésie (Silesia Rebels) sont un club polonais de football américain basé à Katowice. Ce club a été fondé en 2006.
Les Rebels jouent en PLFA depuis 2007.

## Palmarès
- Champion de Pologne : 2009
- Vice-champion de Pologne : 2007